# Алгер Льежский
Алгер Льежский, Алгер фон Люттих (нем. Alger von Lüttich) или Адельгер (лат. Adelgerus, 1060, Люттих (совр. Льеж) — 1131, Клюни) — католический философ-схоластик и писатель, автор теологических трактатов. Он руководил монастырской школой св. Ламберта в Люттихе, до того как вступил в монастырь в Клюни, где связал себя узами дружбы с аббатом Петром Достопочтенным.

## Биография
Алгер получил начальное образование в монастырской школе в Люттихе. После этого он сначала служил диаконом и схоластиком в церкви св. Бартоломео в Люттихе. В 1100 году поступил на службу секретарём к епископу Отберту и стал служить в соборе св. Ламберта. Алгер заведовал церковной школой, вёл внешнюю корреспонденцию. Различные предложения других епископов поступить к ним на службу Алгер отвергал и сохранял свою должность в Люттихе в течение 20 лет, пока епископ Отберт не закончил свой жизненный путь.
В 1121 году, после смерти преемника Отберта, епископа Фридриха, чьим секретарём Алгер также был, он отправился в Клюни и вступил в знаменитый бенедиктинский монастырь, где и провёл около 10 последних лет своей жизни.

## Работы
В своём теологическом учении он согласовывал свободу человеческих деяний с предвидением божьим таким образом: для бога нет прошлого, нет и будущего времени; он одновременно предвидит всё совершающееся, как иногда мы предвидим поступки других, но такое предвидение не связывает свободную волю человека. Алгер распространил на всех людей то объяснение свободной воли и первого греха, которое Августин давал для прародителей в раю («De libero arbitrio» III, B. 4. «De Civitate Dei» V, 10).
Алгер написал возражение против учения об причастии Беренгара Турского, которое высоко оценивал как Пётр Достопочтенный, так и 400 лет позднее Эразм Роттердамский, который в 1530 году опубликовал работу «De sacramentis corporis et sanguinis Domini libri tres».
Последующие работы Алгера также сохранились, из которых некоторые определённо, а некоторые предположительно могут быть приписаны ему. Некоторые работы, как, например, «История Люттихской церкви» были потеряны.